# Гаррі Поттер і прокляте дитя
«Гаррі Поттер і прокляте дитя» (англ. Harry Potter and the Cursed Child) —  п'єса в двох частинах  британської письменниці Джоан Роулінґ; написана в співавторстві зі сценаристом Джеком Торном і режисером Джоном Тіффані. Прем'єра вистави відбулась 30 липня 2016 року в лондонському театрі «Палац», а 31 липня вийшла друкована версія сценарію спеціального репетиційного видання. 30 вересня 2016 року був презентований переклад п'єси українською мовою видавництва «А-ба-ба-га-ла-ма-га». 2017 року мало вийти друковане колекційне видання.
«Гаррі Поттер і прокляте дитя» є офіційною восьмою частиною історії «поттеріани». Дія п'єси відбувається через 19 років після битви за Гоґвортс і розповідає про працівника Міністерства магії Гаррі Поттера та його сина Албуса.

## Сюжет
Син Гаррі Поттера Албус потрапляє на факультет «Слизерин», де заводить дружбу з сином Драко Мелфоя Скорпіусом. Він не вміє грати у квідич і часто свариться з батьком. На четвертому році навчання в Гоґвортсі Албус і Скорпіус вирішують змінити минуле за допомогою останнього маховика часу, щоб врятувати від смерті Седрика Діґорі, який загинув під час подій «Кубка Вогню». На це їх напоумила Делфі — таємна донька лорда Волдеморта і Белатриси Лестранж — яка хоче повернутися в минуле і захопити владу разом з батьком.
Подорож за допомогою маховика часу і зміна подій призводять до спотворення реальності. Народжується інший світ, в якому Волдеморт перемагає у війні та вбиває Гаррі Поттера, а Герміона, Рон і професор Снейп стають членами підпільного опору. Оскільки Гаррі мертвий, то і Албуса більше не існує, що не влаштовує Скорпіуса. Тому він вирішує виправити скоєне і повернути світ до його попереднього стану. 
Через Делфі Скорпіус, Албус і сама Делфі опиняються в Ґодриковій долині у 1981 році за день до вбивства Джеймса та Лілі Поттерів. Гаррі, Джіні, Драко, Рон і Герміона вирушають за ними у минуле. Між Гаррі та Делфі відбувається сутичка, в якій він ледь не гине. Його рятує Албус, і ці події змінюють їхні стосунки назавжди. Порядок часу відновлено.

## Оригінальний акторський склад
- Джеймі Паркер — Гаррі Поттер
- Нома Думезвені — Герміона Ґрейнджер
- Пол Торнлі — Рон Візлі
- Поппі Міллер — Джіні Візлі
- Алекс Прайс — Драко Мелфой
- Ентоні Бойл — Скорпіус Мелфой
- Сем Клемметт — Албус Северус Поттер
- Естер Сміт — Делфі Лестранж (Діґорі)

## Виробництво
20 грудня 2015 року був оголошений склад виконавців головних ролей вистави. Роль Гаррі Поттера отримав Джеймі Паркер, Рона Візлі — Пол Торнлі, Герміони Ґрейнджер — Нома Думезвені. У відповідь на численні питання щодо вибору темношкірої акторки на роль Герміони Джоан Ролінґ заявила, що ніколи не згадувала про колір шкіри Герміони, на що фанати Гаррі Поттера тут же навели їй цитати з її власних книг, де вказано зовнішність Герміони..

## Критика
Фанати розкритикували вибір на роль Номи Думезвені, як расовий неканон, оскільки на роль Герміони Ґрейнджер-Візлі обрали людину з африканською зовнішністю, але за каноном Герміона — представник європеоїдної раси.